# Medal of Honor (gra komputerowa 2010)
Medal of Honor – gra komputerowa z gatunku first-person shooter wyprodukowana przez studia Danger Close Games i DICE i wydana w 2010 roku przez Electronic Arts. Jest to kolejna gra z serii Medal of Honor. Twórcy odeszli od realiów II wojny światowej, przenosząc gracza do czasów wojny w Afganistanie.
Gra spotkała się z mieszanymi reakcjami krytyków. Krytykowano krótką kampanię dla jednego gracza i użyte skrypty.
W 2012 roku Danger Close Games wydało kontynuację gry Medal of Honor: Warfighter.

## Rozgrywka
W trybie dla jednej osoby gracz wciela się w amerykańskich żołnierzy prowadzących akcje wywiadowcze w Afganistanie. W zależności od misji może to być członek Tier 1 lub U.S Rangers. Gra została podzielona na misje, w których gracz musi wykonać wyznaczone cele takie jak infiltracja bazy wroga czy uratowanie jeńców.
Tryb Tier 1 polega na przechodzeniu tych samych poziomów, ale każdej z misji został przydzielony limit czasowy. Gracz może chwilowo zatrzymać licznik poprzez zabijanie przeciwników strzałem w głowę lub za pomocą granatów.
W trybie wieloosobowym gracz ma do wyboru trzy klasy postaci dla każdej z dwóch stron konfliktu. Podczas gry postać zdobywa punkty doświadczenia, za które dostaje nowe bronie i akcesoria.

## Produkcja
Po wydaniu Medal of Honor: Airborne w 2007 roku Electronic Arts zdecydowało się porzucić tematykę II wojny światowej na rzecz wojny w Afganistanie. Prace nad grą zostały oficjalnie potwierdzone w grudniu 2009 roku. Produkcja gry została rozdzielona na dwa studia. Studio Danger Close Games było odpowiedzialne za tryb gry jednoosobowej działający na Unreal Engine 3. Natomiast tryb wieloosobowy używa silnika Frostbite i pracowało nad nim DICE. Fabuła gry została stworzona na podstawie opowieści agentów 1. Klasy (Tier 1), podlegających bezpośrednio National Command Authority.

## Odbiór
Medal of Honor spotkała się z różnym odbiorem krytyków. Jej średnia ocen na stronie Metacritic wynosi 72/100. Krystian Smoszna z serwisu Gry-Online negatywnie opisał tryb dla jednego gracza. Według niego kampania jest „skandalicznie krótka” i „pełna oklepanych patentów z produktów konkurencji”. Skrytykował także częste użycie skryptów i niską jakość oprawy wizualnej. Podobnego zdania był redaktor Tom Bramwell, który stwierdził, że silnik Unreal Engine nie potrafi dobrze odwzorować rozległych terenów. Źle wypowiedział się także na temat użytych skryptów powodujących opóźnienia w wypowiadanych dialogach przez postacie niezależne.
W przeciągu pierwszych dwóch tygodni po premierze sprzedano ponad dwa miliony egzemplarzy gry. Jednocześnie podano, że sprzedaż jest większa niż zakładano.